# 近藤正三
近藤 正三（こんどう しょうぞう、1924年2月24日 - 没年不詳）は、日本の法学者。島根大学名誉教授、岡山商科大学名誉教授。

## 略歴・人物
長野県東筑摩郡塩尻町（現塩尻市）生まれ。旧制松本第二中学（現長野県松本県ヶ丘高等学校）、旧制松本高校を経て、1947年（昭和22年）京都大学法学部卒業。専門は労働法。
島根大学法文学部助教授、教授を務めた後、1987年（昭和62年）定年退官。島根大学名誉教授、岡山商科大学名誉教授。島根県労働委員会会長を務めた。

## 著作・共著編
- 『証券業者外務員に労基法20条の適用なき例』 近藤正三著 民商法雑誌 / 有斐閣 [編] 45(6) 1962-01
- 『労働法』 片岡/昇 著,近藤/正三 著 有信堂 1973
- 『新訂労働災害・失業の法律 : その総合的理解の手引』 片岡昇 共著,近藤正三 共著 日本評論新社 1963
- 『労働法概説』片岡曻, 近藤正三 著 有信堂高文社 1987
- 『労働災害・失業の法律 : その総合的理解の手引』労片岡曻, 近藤正三 共著 日本評論新社 1963
- 『想出の手記』近藤/正三著 1985
- 『εエントロピー理論に基づく情報処理理論の研究』博士論文 近藤正三 著 1973